# جوش اولتراسونیک
جوشکاری اولتراسونیک یا جوشکاری فراصوتی، یکی از معروف‌ترین روش‌های مورد استفاده در صنعت جوشکاری است. در این فرایند صنعتی، ارتعاشات فراصوت به قطعاتی که تحت فشار در کنار هم نگه داشته شده‌اند، اعمال می‌شود تا یک جوش حالت جامد ایجاد شود. برای این کار از انرژی فراصوت در بسامدهای بالا (۲۰ تا ۴۰ کیلوهرتز) استفاده می‌شود تا ارتعاشات مکانیکی با دامنهٔ کم (۱تا ۲۵ میکرومتر) ایجاد شود. این روش معمولاً برای جوشکاری پلاستیک‌ها و فلزات، و به‌خصوص برای اتصال قطعات غیرمشابه استفاده می‌شود. این روش، سریع و اقتصادی است؛ به سادگی خودکار می‌شود و برای تولید انبوه مناسب است، به‌طوری که می‌توان سرعت تولید قطعات را تا ۶۰ قطعه در دقیقه بالا برد. در جوشکاری اولتراسونیک، نیازی به پیچ، میخ، لحیم‌کاری، یا چسب برای پیوستن مواد به یکدیگر نیست. درهنگام جوش‌دادن فلزات، یک ویژگی قابل توجه این روش این است که دما پایین‌تر از دمای ذوب مواد درگیر، باقی می‌ماند. درنتیجه از هرگونه خواص ناخواسته‌ای که به دلیل قرارگرفتن در دمای بالا در مواد به وجود می‌آید، جلوگیری می‌شود.

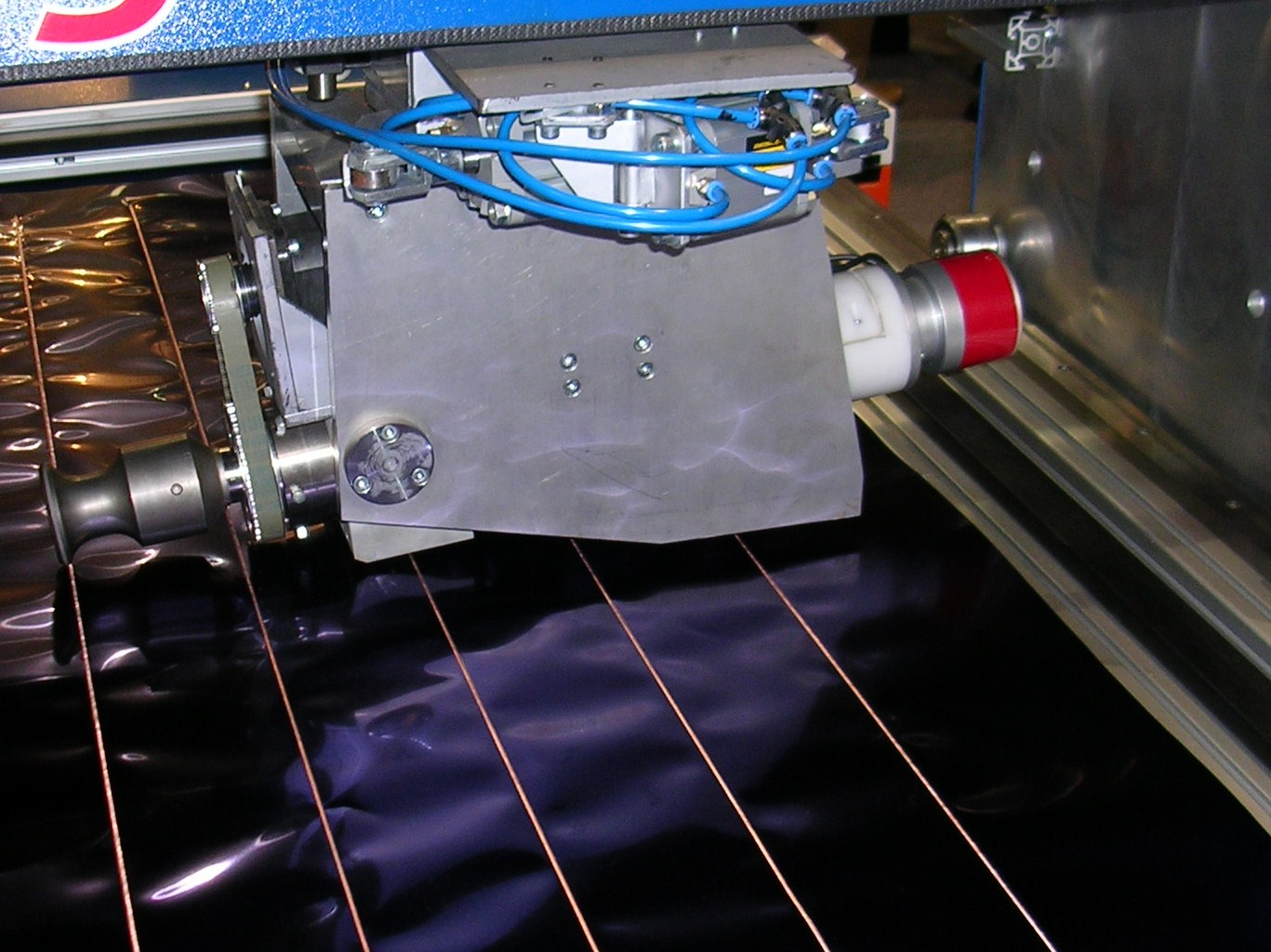
جوشکاری فویل‌های نازک فلزی به روش اولتراسونیک

## پیشینه
جوشکاری اولتراسونیک برای اولین بار در دههٔ ۱۹۴۰ برای اتصال ترموپلاستیک‌ها اختراع شد و در سال ۱۹۶۵ توسط سیمور لینسلی (به انگلیسی: Seymour Linsley) و رابرت سولوف (به انگلیسی: Robert Soloff) ثبت اختراع شد. در ابتدا تنها پلاستیک‌های سخت با این روش قابل جوشکاری بودند. رابرت سولوف در آن زمان، مدیر آزمایشگاه Branson Instruments بود و در ادامه شرکت Sonics & Materials را تأسیس کرد که تا به امروز یک صنعت پیشرو در فناوری فراصوت است. سولوف با انجام آزمایش‌های خیلی دقیق دریافت امواج صوتی اطراف پلاستیک‌های سفت حرکت کرده و درنتیجه امکان جوشکاری ناحیهٔ اتصال ترموپلاستیک را فراهم می‌کنند. این موضوع، انقلابی در صنعت ایجاد کرد؛ چراکه پلاستیک‌ها دیگر نیازی به گرفتن گرمای بیش از حد برای اتصال به مواد دیگر ندارند. او در ادامه اولین پرس فراصوت را طراحی و ایجاد کرد. اولین کاربرد این فناوری جدید در صنعت اسباب بازی بود. تا اینکه در سال ۱۹۶۹ برای اولین بار خودرویی ساخته شد که تماماً از پلاستیک ساخته شده بود و به روش جوشکاری اولتراسونیک مونتاژ شد. گرچه خودروهای پلاستیکی چندان موفقیت‌آمیز نبودند، جوشکاری اولتراسونیک روشی کاربردی و موفق بوده و هست. چنان‌که صنعت خودرو از سال ۱۹۸۰ به‌طور منظم از آن استفاده می‌کند. به جز صنعت خودرو و اسباب بازی، این روش جوشکاری امروزه کاربردهای بسیار زیادی دارد که در ادامه، بیش‌تر توضیح داده می‌شوند.

## توضیح روش
در ابتدا مانند بقیهٔ روش‌های جوشکاری سطوح آماده‌سازی می‌شوند. در این مرحله سطوح تمیزکاری و براده‌برداری می‌شوند؛ زیرا آلودگی‌ها و لبه‌های اضافی احتمالی باعث کاهش کیفیت جوشکاری خواهند شد. اکنون سطوح آمادهٔ گرم شدن و ادامهٔ مراحل جوشکاری هستند. همان‌طور که قبلاً توضیح داده شد، در این روش از ارتعاشات صوتی بالاتر از بازهٔ شنوایی استفاده می‌شود. این ارتعاشات توسط سونوترود (به انگلیسی: Sonotrode) یا هورن (شیپوره) ایجاد شده و برای نرم یا ذوب کردن مواد ترموپلاستیک در خط اتصال دو قطعه استفاده می‌شوند. سنوترود، ابزاری است که در ماشین‌کاری، جوشکاری و مخلوط کردن اولتراسونیک به کار می‌آید و ارتعاشات فراصوتی ایجاد کرده و انرژی این ارتعاشات را به یک گاز، مایع، جامد، یا یک بافت منتقل می‌کند. بسامد این امواج ارتعاشی، بالا و بین ۲۰ تا ۷۰ کیلوهرتز است.

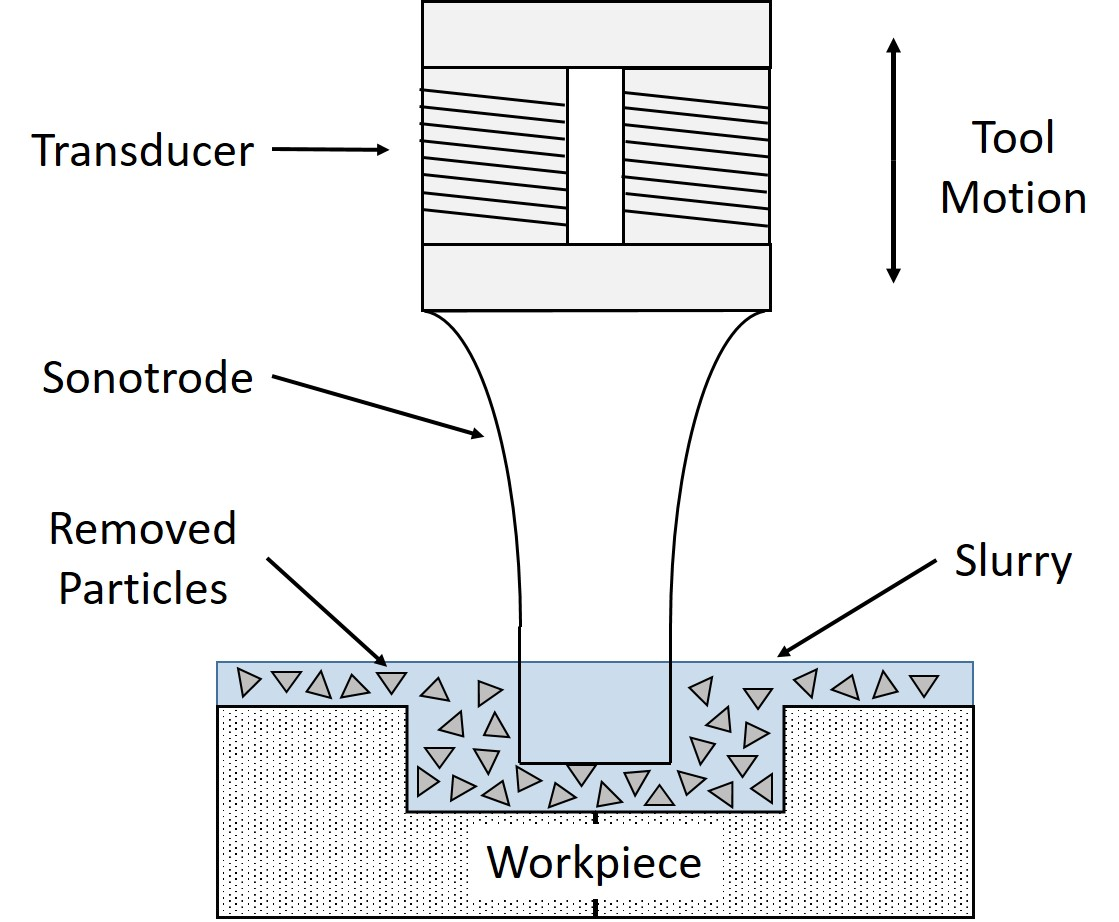
شمای کلی جوشکاری با امواج فراصوت

حال، دو قطعهٔ موردنظر که به قدر کافی گرم شده‌اند، باید تحت فشار و لرزش قرار بگیرند. این فشار با کمک سیستم پنوماتیک و هورن (شیپوره) در دستگاه‌های جوشکاری تأمین می‌شود. این لرزش‌ها بسامدی بین ۲۰ تا ۴۰ کیلوهرتز دارند. در این مرحله، دو قطعه گرم شده و فشار وارد بر آن‌ها امکان مخلوط شدن مولکول‌ها را فراهم می‌کند. در آخر نیز انجماد اتفاق می‌افتد و با سرد شدن محل جوشکاری، پلیمرهایی که حالت نیمه کریستالی دارند، ساختار کریستالی پیدا کرده و پلیمرهای آمورف نیز به ساختار مخصوص به خود، قبل از جوشکاری، می‌رسند. در این مرحله ممکن است تنش‌های پسماند و اعوجاج در قطعه ایجاد شود. جالب این‌که مراحل گرم شدن، تحت فشار قرار گرفتن و مخلوط شدن مولکول‌های دو قطعه در محل اتصال، تقریباً همزمان و در کسری از ثانیه انجام می‌شوند. بلافاصله نیز قطعات سرد شده و ساختار نهایی خود را پیدا می‌کنند.
در یک جوش اولتراسونیک موفق، قطعات جوشکاری به شکل مناسبی (در کنار هم) طراحی شده و هم‌چنین جنس قطعات متناسب با شرایط جوشکاری است. همان‌طور که گفته شد، جوشکاری اولتراسونیک بسیار سریع و در کمتر از یک ثانیه اتفاق می‌افتد و اگر طراحی مناسبی انجام شود، می‌توان آن را خودکار انجام داده و در تولید انبوه استفاده کرد.

## کاربردها
کاربردهای جوشکاری اولتراسونیک بسیار گسترده‌است. به‌طوری که در صنایع گوناگونی مانند برق و کامپیوتر، خودرو سازی و هوافضا، پزشکی، و بسته‌بندی دیده می‌شود. برای اینکه دو قطعه بتوانند به وسیلهٔ جوشکاری اولتراسونیک به یکدیگر متصل شوند، باید ضخامت مناسبی داشته باشند. اگر بیش از حد ضخیم باشند، این روش نمی‌تواند کارساز باشد. این مسئله، مشکل اصلی در جوش دادن فلزات است. گرچه سیم‌ها، اتصالات ریزمدار، ورق‌های فلزی، فویل‌ها، روبان‌ها، و مش‌ها (بافت‌های شبکه‌ای) می‌توانند اغلب با استفاده از این روش جوشکاری به هم متصل می‌شوند. جوشکاری با امواج فراصوت، روش بسیار شناخته شده‌ای برای اتصال ترموپلاستیک‌هاست. این روش سریع است و می‌توان آن را به راحتی اتوماتیک کرد، با مدت زمان جوشکاریِ اغلب زیر یک ثانیه. همچنین نیازی به سیستم تهویه برای حذف گرما یا خروج گازها نیست. این نوع جوشکاری، تکنیک معمول‌تری برای ساخت مونتاژهای بسیار کوچک، بسیار پیچیده، یا بسیار ظریف است.

### صنعت پزشکی
در صنعت پزشکی، اغلب از جوشکاری فراصوت استفاده می‌شود؛ زیرا آلاینده‌ها یا تخریب و تنزل در خواص را در جوش ایجاد نمی‌کند؛ بنابراین ماشین‌ها و ابزار ساخته شده، می‌توانند مناسب و مخصوص استفاده در اتاق‌های تمیز باشند. اتاق تمیز به محیطی گفته می‌شود که جهت تولید یا تحقیقات علمی و صنعتی در آن فعالیت‌هایی صورت می‌گیرد و در این محیط مقدار آلاینده‌های زیست‌محیطی، بسیار پایین‌تر از حد معمول فضای یک محیط بسته می‌باشد. در پزشکی نیز اتاق‌های تمیز در بیمارستان‌ها برای انجام تحقیقات پزشکی یا عمل‌های جراحی استفاده می‌شوند.
در این کاربرد نیز می‌توان فرایند جوشکاری را کاملاً خودکار انجام داد. در این صورت، کنترل بر روی دقت‌های ابعادی افزایش پیدا کرده و برای زیست‌سازگاری قطعات، مشکلی به‌وجود نمی‌آید. درنتیجه، کیفیت قطعات جوشکاری شده افزایش یافته و هزینه‌های تولید کاهش می‌یابد. با استفاده از جوشکاری اولتراسونیک، می‌توان مواردی مانند فیلترهای شریانی (مربوط به سرخرگ)، فیلترهای بی‌هوشی، فیلترهای خون، سوندهای IV، لوله‌های دیالیز، پیپت‌ها، مخازن کاردیومتری (برای سنجش کارکرد قلب)، فیلترهای خون/گاز، ماسک‌های صورت را تولید کرد.
کاربرد دیگر این روش جوشکاری در صنعت پزشکی، دوختن پارچه‌ها و منسوجات پرکاربرد پزشکی است. مواردی مانند روپوش بیمارستان، لباس‌های استریل، ماسک‌ها، و منسوجاتی که در اتاق‌های تمیز استفاده می‌شوند، می‌توانند با جوشکاری اولتراسونیک مهر و موم و دوخته شوند. به این ترتیب، از آلودگی و تولید گردو غبار جلوگیری شده و خطر عفونت نیز کاهش می‌یابد.